# Escándalo de los adiestradores de perros en el ejército de EE.UU.
El escáncalo de los adiestradores de perros en el ejército de EE.UU. se refiere a una serie de malas conductas realizadas por miembros de la armada de los Estados Unidos en la base de apoyo en Baréin entre 2004 y 2006. Los investigadores navales documentaron casi 100 incidentes de abusos sufridos por varios miembros de la unidad canina estacionada en la base militar de Estados Unidos en Juffair. Entre los abusos documentados se incluyen la intimidación racista, el acoso sexual, los abusos físicos y el acoso contra los homosexuales. Se destapó cuando un marinero, el sargento de 3ª clase Joseph Rocha, que sufrió trastorno por estrés postraumático por los abusos a los que le sometieron sus compañeros lo denunció, y una marinera involucrada como mando intermedio se suicidó en relación con el caso. La armada investigó estas acusaciones en 2007 y documentó los abusos, pero tomó pocas medidas para sancionarlos. Sin embargo, el congresista de Pensilvania Joe Sestak, un antiguo vicealmirante, solicitó que se reexaminaran el informe de las conclusiones lo que condujo a algunas sanciones disciplinarias para el antiguo superior de Rocha, el suboficial Michael Toussaint. El escándalo saltó a la opinión pública en el periodo en que se incrementaba la presión sobre el presidente de los Estados Unidos Barack Obama para que derogara la ley de exclusión de los homosexuales de las fuerzas armadas conocida como "don't ask, don't tell" (DADT, no pregunte, no cuente).

## Denuncia de los abusos de Rocha

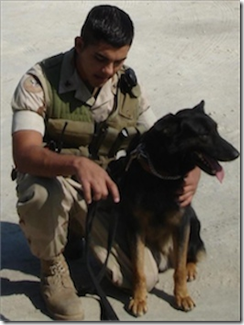
Joseph Rocha manejando un perro del ejército durante su estancia en Baréin.

Joseph Rocha se alistó en la armada de Estados Unidos a la edad de 18 años. Llegó a Baréin en febrero de 2005 y fue asignado a la unidad canina militar. Rocha, que era gay pero lo ocultaba mientras estaba en Baréin siguiendo la imposición de ley don't ask, don't tell (DADT), se convirtió en blanco de crueles novatadas. Las novatadas, que según la armada estadounidense son «cualquier conducta por la cual un miembro o miembros del ejército, sin importar su servicio o rango, sin la autorización debida cause a otro miembro o miembros del ejército, sin importar su servicio o rango, sufrimiento o lo exponga a cualquier actividad cruel, abusiva, humillante, opresiva, degradante o dañina», son una violación de las normas de la armada. Cuando Rocha rechazó ir con prostitutas, el jefe de la unidad el sargento de 2ª clase Class Michael Toussaint y otros miembros de la unidad le hicieron objeto de burlas e insultos homófobas. En otro incidente fue maniatado con cinta adhesiva y cuerdas y encerrado en una perrera llena de heces. Le obligaron a alimentarse con galletas para perros manteniendo sus manos y pies atados. En otro incidente que Rocha descrió como «deshumanizante» fue forzado a simular que realizaba sexo oral con otro marinero mientras les grababan en vídeo, supuestamente como parte de un ejercicio de entrenamiento. Tras 28 meses de abusos Rocha dejó y completó un entrenamiento para suboficiales. Aunque los añoos de maltrato dejaron a Rocha con un desorden de estrés postraumático, que combinado con el suicidio de su antigua jefe de unidad, la suboficial de 1ª clase Jennifer Valdivia, y su desencanto general con el ejército le hicieron tomar la resolución de salir del armario con su nuevo oficial al mando. Rocha recibió una baja honorable en 2007 según dispone la DADT.
Al final de proceso en febrero de 2011 el consejo administrativo de la armada determinó que las acusaciones de Rocha eran exageradas y no cuestionó la actuación de Toussaint ni lo citó a declarar en su defensa. El consejo formado por tres hombres analizó los dos días de testimonios y dictaminó que el caso se basaba principalmente en rumores sin confirmar. Algunos testigos se contradijeron y Rocha reconoció haber malinterpretado alguno de los hechos en su testimonio original en un artículo del Washington Post.

## Investigación de 2006-2007
En 2006 la oficina de Abogacía General de la Marina abrió una investigación después de que un nuevo marinero informara de incidentes de abusos en la unidad. La investigación, fechada el 12 de abril de 2007, documentó 93 casos de novatas y otras conductas impropias que tuvieron lugar en la unidad entre 2005 y 2006. Además del trato a Rocha el informe documentó entre otros incidentes:
- apuestas, fraternización y asociación con prostitutas de forma habitual;
- falsificación de documentos de registro de explosivos;
- marineras desnudas esposadas unas a otras obligadas a interpretar a una pareja de lesbianas enfadadas como otro supuesto ejercicio de entrenamiento;
- una marinera agredida sexualmente por un marinero, cuya agresión no fue denunciada a la cadena de mando.[1]

En octubre de 2006 Toussaint fue trasladado fuera de la unidad y sustituido en su cargo por Valdivia. El 10 de octubre fue avisada de la investigación y temió que sería el chivo expiatorio de los abusos. En diciembre avisó a la cadena de mando su intención de abandonar la armada. El 11 de enero de 2007 fue relevada de su cargo y puesta en «retención administrativa legal», lo que significa que no podía ser trasladada o dejar la armada.
Tras la investigación, que terminó en junio de 2007, Toussaint no solo no fue sancionado por su papel en las novatadas, sino que fue ascendido a sargento mayor y asignado a una unidad de élite SEAL del Grupo de Desarrollo de Guerra Naval Especial de los Estados Unidos en la base de Dam Neck en Virginia. Valdivia, una antigua marinero del año y segunda en el mando durante el periodo de abusos y última jefe de la unidad, fue acusada de no controlar su unidad y terminar con los abusos. Ella se suicidó inhalando monóxido de carbono en su casa de Baréin. Su cuerpo fue encontrado el 16 de enero de 2007. Otro marinero, el suboficial de 3ª clase Jake Wilburn, fue acusado de infracción del artículo 15 y expulsado de forma deshonrosa tras haber sido denunciado por Rocha de haberlo acosado. Wilburn, que reconoció haber participado en algún tipo de acoso, apeló sin éxito su expulsión. Posteriormente Wilburn disputó un puesto, que perdió, en la Asamblea General de Misuri en 2012. La armada no tomó más medidas judiciales a consecuencia del informe pero Toussaint fue objeto de sanciones disciplinarias administrativas.

## La historia se hace pública

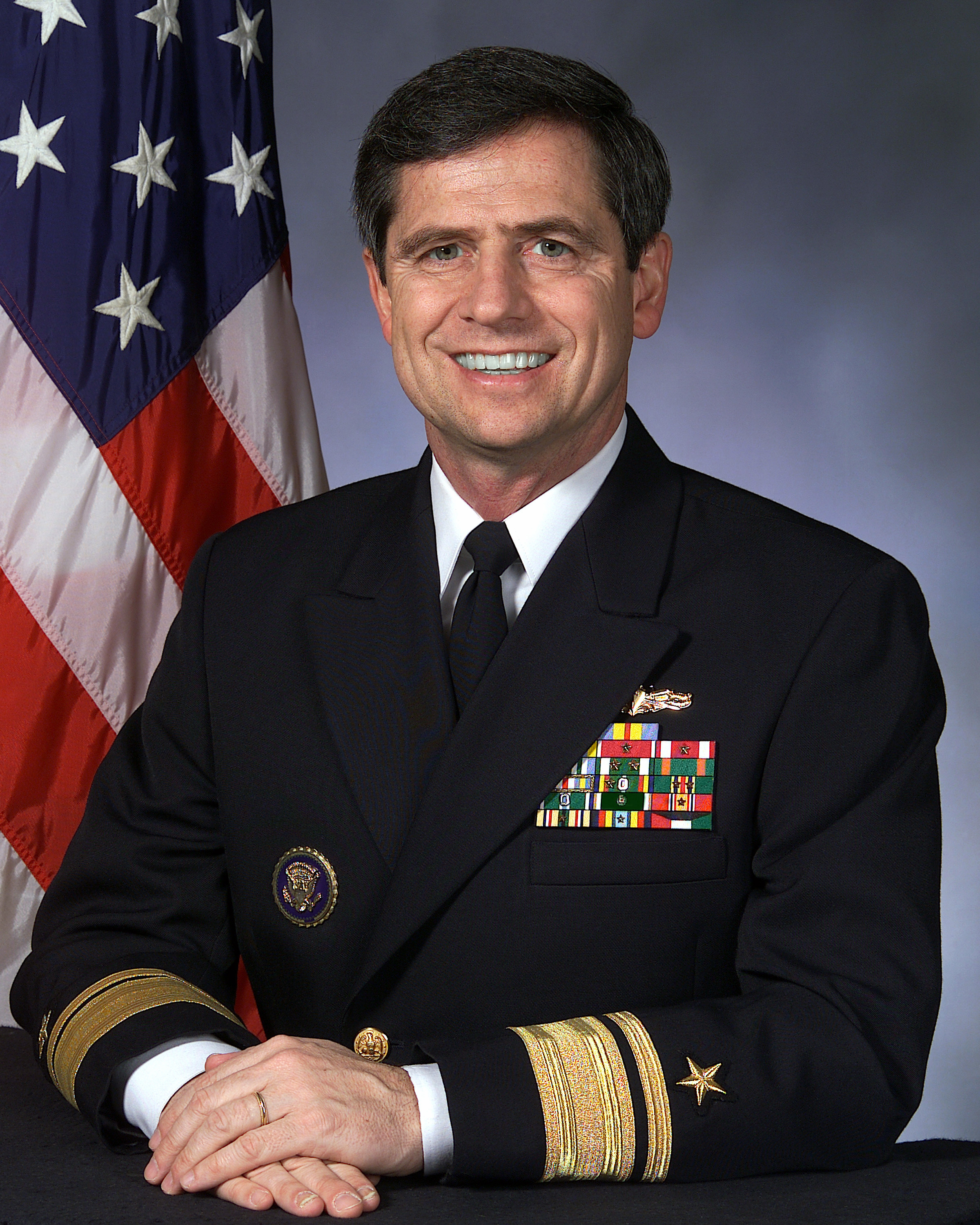
El congresista Joe Sestak solicitó la revisión de los incidentes de novatadas.

En septiembre de 2007 el sargento de 2ª clase Class Shaun Hogan, que había estado destinado en la unidad canina de Dubái le dio copias del informe de la armada a Youth Radio (radio juventud), un programa de estudiantes en prácticas de Oakland (California). Él lo había recibido en virtud de una solicitud amparada en la ley de libertad de información. Youth Radio publicó el informe en su página web. El caso llamó la atención de Joe Sestak, entonces congresista de 7.º distrito congresional de Pensilvania. Sestak escribió al secretario de la armada Ray Mabus para solicitar una explicación de porqué Toussaint había sido ascendido tras los incidentes de novatadas e indicó que el suicidio de Valdivia estaba relacionado con los incidentes. En respuesta Mabus ordenó al almirante jefe de operaciones navales Gary Roughead revisar la investigación original. Roughead «descubrió que los incidentes no se ajustaban a los valores y estándares de la armada y que violaba la larga prohibición de novatadas de la armada» según el portavoz de la armada.
Basándose en estos descubrimientos Mabus consideró abrir un juicio marcial para Toussaint pero finalmente decidió no hacerlo, por el prolongado tiempo que había pasado desde los incidentes y el informe, la anterior revisión de los incidentes y el poco tiempo que quedaba desde el regreso de Toussaint de un despliegue en el extranjero para el final de su alistamiento. El 21 de octubre la armada anunció que Toussaint volvería a ser destinado al 2º grupo de operaciones especiales de la armada de Norfolk, Virginia donde no tendría responsabilidades de mando. Se le envió una carta de censura. Se rechazó su realistamiento y se le obligó a retirarse en enero de 2010. Roughead además ordenó al Servicio de Investigación Criminal Naval revisar el caso. Sestak solicitó una comisión del congreso para las acusaciones sobre las novatadas.
Tanto Sestak como la armada indicaron que creían que la conducta de la unidad canina de Dubái era un fenómeno aislado y que era indicativa de ninguna cultura militar extendida. Sestak calificó a la unidad canina de «aberración» y «unidad de granujas». El contraalmirante David Mercer, comandante de la región naval de Europa, África y el sureste asiático, de quien depende la base de Baréin donde ocurrieron los incidentes, calificó las acciones de la unidad de «anomalía. Esta unidad que fue liderada impropiamente, y al parecer los mandos permitieron que sucedieran cosas — y en algunos casos animaron a que ocurrieran las cosas — que son absolutamente inaceptables. [Pero] Yo negaría absolutamente que haya una cultura que promueva esta clase de cosas.»
En enero de 2010 el jefe de operaciones navales el almirante Gary Roughead mandó cartas formales de asesoramiento al vicealmirante Robert Conway y al capitán Gary Galloway por sus acciones en relación con los incidentes y la investigación siguiente. Conway, antiguo responsable de las instalaciones navales y el oficial de más alto rango que firmaba la investigación por abusos de junio de 2007 fue reprendido por no hacer más para asegurarse de que las acusaciones de novatadas se dirigieran adecuadamente a los oficiales de su cadena de mando. Conway se retiró en abril de 2009.  Galloway, anterior comandante de la base de Baréin en la época de los incidentes en cuestión fue reprendido por no actuar rápida y firmemente para verificar la naturaleza de las acusaciones y asegurarse de que las prohibiciones contra las novatadas se cumplieran. A partir de enero de 2010 Galloway fue destinado al Centro de sistemas de guerra naval y espacial de San Diego. Las cartas de asesoramiento no se incluyeron en los archivos personales de los oficiales.
La armada realizó una audiencia sobre la paga del retiro de Touissant en la base naval de Norfolk en febrero de 2010. El gobierno solicitó que se retirara con la categoría de sargento de primera clase. Tras dos días de testimonios y 30 de deliberación, el comité recomendó unánimemente que se retirara como sargento al mando superior. Un asistente del secretario de la armada tomaría la decisión final. El Servicemembers Legal Defense Network, un grupo de apoyo y defensa del personal militar LGBT actual y pasado, contactó con el secretario Mabus con su preocupación por este resultado, afirmando que mandaba el mensaje de que como el personal LGBT estaba sometido a la ley "don't ask, don't tell" la cadena de mando podía abusar de ellos sin consecuencias. El SLDN solicitó a Mabus que rechazara la decisión del comité y que retirara a Toussaint con la paga del cargo con el que hubiera servido honorablemente y que en su expediente no figurara como licenciado honorablemente.
En febrero de 2011 la armada concluyó que los cargos contra Toussaint eran exagerados y que las acusaciones de Rocha no estaban corroboradas ni eran consistentes. Los oficiales de la armada involucrados en la investigación del caso Toussaint calificaron su decisión original de censurar a Toussaint de reacción «inversa a Tailhook», un intento apresurado y reflexivo de probar que la armada había aprendido la lección del escándalo de acoso sexual en la convención de Tailhook de 1991. Aunque se seguía denegando el reenganche de Toussaint.
Juan García, asistente del secretario de la armada para asuntos de personal y reserva, decidió que se permitiera a Touissant retirarse con su rango actual de sargento al mando superior. García dijo: «La conducta de Toussaint como jefe al mando de la división canina militar, de las fuerzas de seguridad naval en Baréin no se ajusta a los estándares esperados para un mando superior de nuestra armada. El secretario de la armada está de acuerdo con la decisión del CNO de no permitir el realistamiento de Toussaint en la armada de Estados Unidos. Sin embargo observando su carrera en su totalidad, he determinado que su conducta no alcanza el nivel suficiente para que la paga de su retiro de garantía sea de un grado inferior a E-8.»

## Ley no pregunte, no diga
El escándalo de las novatadas recibió una gran atención de los medios de comunicación en la época que el presidente Barack Obama recibía más presión de los defensores de los derechos LGBT y miembros de su propio partido para poner fin a política de exclusión "don't ask, don't tell" (no pregunte, no cuente) que evitaba que la gente públicamente gay pudiera servir en los ejércitos estadounidenses. Obama había prometido derogar la DADT durante su campaña presidencial de 2008 y reiteró su promesa en un discurso frente al lobby LGBT Human Rights Campaign que realizó el 10 de octubre de 2009. Las organizaciones de defensa de los derechos LGBT estaban insatisfechos porque creían que la administración Obama no mostraba la suficiente atención a varios asuntos LGBT, incluidas la derogación de la DADT, la aprobación de la ley de no discriminación en el empleo que prohibiera la discriminación por orientación sexual, la solicitud de la derogación de la ley de defensa del matrimonio (DOMA) que impedía que el gobierno federal reconociera los matrimonios homosexuales y la defensa de la DOMA de la administración en el caso ante el tribunal supremo. El congresista demócrata Sestak citó la DADT como un ejemplo «que no se ajustaba a los ideales de nuestra nación» y solicitó la derogación de la DADT antes del final de 2009. A tenor de sus experiencias Joseph Rocha se convirtió en un activista en pro de la derogación de la DADT. Anunció que deseaba realistarse en la armada si la ley era abolida. El 15 de julio de 2010 Rocha testificó sobre sus experiencias en Log Cabin Republicans v. United States, una demanda federal que trataba de revocar la DADT.